# Altamira (film)
Pour les articles homonymes, voir Altamira (homonymie).
Pour plus de détails, voir Fiche technique et Distribution.
Altamira est un film franco-espagnol réalisé par Hugh Hudson, sorti en 2016.
Le film décrit la vie et les événements de l'homme qui a réalisé l'une des découvertes les plus importantes du XIXe siècle : les grottes d'Altamira.

## Synopsis
En 1878, après avoir été à Paris pour un congrès de paléontologie, Marcelino Sanz, un adepte amateur, fait la découverte d'une grotte dont il étudie les artefacts. Sa fille, Maria, âgée de neuf ans, l'accompagne et s'enfonçant plus avant dans la galerie, s'émerveille la première des peintures rupestres, notamment des bisons, qu'elle prend d'abord pour des taureaux.
Marcelino Sanz contacte les meilleurs spécialistes de l'époque, Juan Vilanova et Émile Cartailhac pour qu'ils viennent voir et étudier les œuvres. Il emploie également un artiste pour reproduire certaines peintures afin de les diffuser. Le roi fait le déplacement à Altamira, pour voir la découverte.
L'épouse de Marcelino, Conchita, profondément religieuse, est abordée par un membre du clergé qui cherche à détourner sa fille Maria de l'influence rationaliste de son père et, en multipliant les visites, à avoir des informations sur la grotte par Conchita.
À l'occasion d'un congrès à Barcelone deux ans plus tard, Marcelino Sanz peut prendre la parole devant les spécialistes sur sa découverte et ses premières conclusions, mais on l'accuse de falsification. Le discrédit apporte la dissension dans la famille un temps du moins ; mais après que Conchita s'est rendu compte du double jeu de Monseigneur, elle renoue avec la confiance en son mari et lui confie sa conviction qu'il est incapable de fabriquer une découverte de toutes pièces.
Vingt ans après, en 1902, après les découvertes de plusieurs grottes aux peintures semblables en France, Émile Cartailhac vient présenter en personne ses excuses à Marcelino Sanz... mort en 1888.

## Fiche technique
- Titre original : Altamira
- Titre provisoire : The Master of Altamira
- Réalisation : Hugh Hudson
- Scénario : Olivia Hetreed et José Luis López-Linares
- Musique : Mark Knopfler et Evelyn Glennie
- Direction artistique : Benjamín Fernández
- Décors : Alejandro Fernández
- Costumes : Consolata Boyle
- Photographie : José Luis Alcaine
- Montage : Pia Di Ciaula
- Production : Lucrecia Botin, Álvaro Longoria et Andy Paterson
- Sociétés de production : Morena Films, Sympathetic Ink et Telefonica Studios
- Pays de production :  Espagne /  France
- Langue originale : anglais
- Format : couleur
- Genre : drame
- Dates de sortie :
  - Espagne : 1er avril 2016
  - France : 1er avril 2016 (en VOD sur SFR Play VOD Illimitée et sur (Netflix)

## Distribution

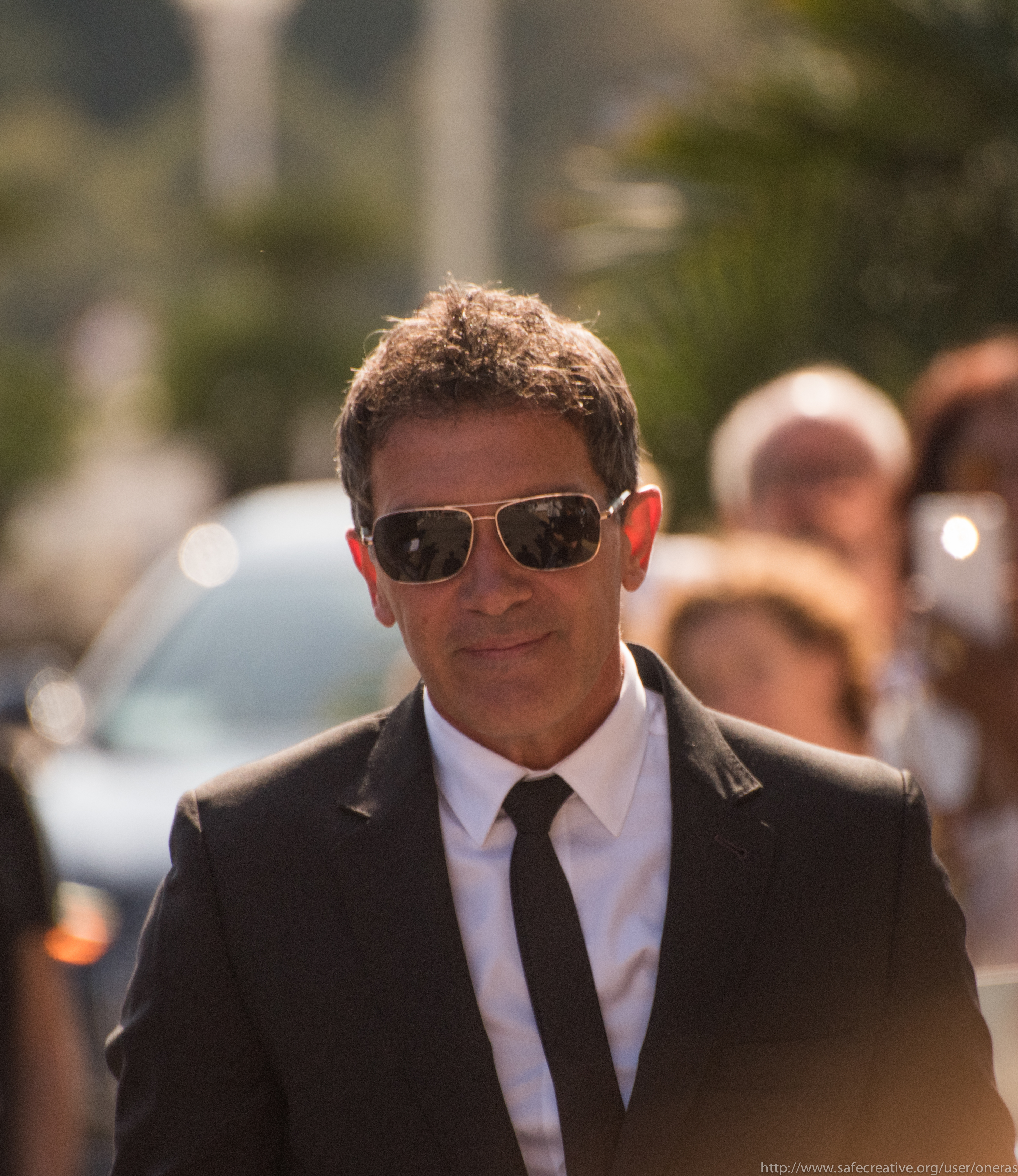
L'acteur Antonio Banderas, l'année de tournage du film.

- Antonio Banderas (VF : Michaël Cermeno) : Marcelino Sanz de Sautuola
- Allegra Allen : María enfant
  - Irene Escolar (VF : Sophie O) : María adulte
- Rupert Everett (VF : Éric Bonicatto) : Monseigneur
- Golshifteh Farahani (VF : elle-même) : Conchita
- Nicholas Farrell (VF : Philippe Mijon) : Juan Vilanova y Piera
- Javivi (VF : lui-même) : Harlé
- Maryam d'Abo : Elena
- Tábata Cerezo : Pasi
- Pierre Niney (VF : lui-même) : Paul Ratier
- Henry Goodman : De los Ríos
- Clément Sibony (VF : lui-même) : Émile Cartailhac

## Production
Altamira est le fruit d'une coproduction espagnole (Morena Films), française et britannique. Il a été réalisé en langue anglaise.
Le film a été tourné dans la province de Cantabrie entre la fin de l'année 2014 et le début de l'année 2015. Les communes de Santillana del Mar, Comillas, Puente San Miguel et Santander où les événements réels se sont déroulés ont servi de décors naturels. La scène d'ouverture est filmée dans une reproduction de la grotte originelle aménagée pour le tournage.

## Bande musicale
La bande originale du film est composée par Evelyn Glennie et Mark Knopfler.

## Autour du film
Le film marque le retour au cinéma du réalisateur britannique Hugh Hudson après 15 ans sans avoir réalisé de long métrage pour le grand écran.
En France le film sort directement en Vàd le 1er avril 2016.

## Box-office
En Espagne le film connait une exploitation en salle et enregistre 199 449 entrées.